# Шроцберг
Шроцберг (нем. Schrozberg) — город в Германии, в земле Баден-Вюртемберг. 
Подчинён административному округу Штутгарт. Входит в состав района Швебиш-Халль.  Население составляет 5889 человек (на 31 декабря 2010 года). Занимает площадь 105,21 км². Официальный код  —  08 1 27 075.